# میکال کرخلت
میکال کرخلت (انگلیسی: Mikal Kirkholt; ۹ دسامبر ۱۹۲۰ – ۲۸ ژوئن ۲۰۱۲) اسکی‌باز صحرانوردی اهل نروژ بود.